# 高宝
高宝（？—323年），东晋初期軍事人物。
西晋时，他跟随杜弢反晋。建興三年（315年）八月，寧遠将軍陶侃攻打長沙。陶侃擒获杜弢部将高宝、毛宝、梁堪后回军。
永昌元年（322年）正月，大将軍王敦起兵反東晋朝廷，平南将軍陶侃、安南将軍甘卓联合討伐王敦，陶侃派担任参軍的高宝率兵从广州北上攻打武昌。
太寧元年（323年）六月，梁硕占据交州后，因为凶残暴虐失去民心。陶侃派遣高宝討伐梁碩。高宝击败梁碩，将他斩首，首級送到建康。
吏部郎阮放请求出任交州刺史，获得朝廷同意。阮放行至宁浦郡，路遇討伐交州梁碩回军的高宝。阮放为高宝设宴，暗伏甲士把高宝杀害。高宝手下士兵攻击阮放，阮放逃走，至交州簡陽城，不久病死。《资治通鉴》记载此事是晋明帝时，《晋書·卷49·阮放传》记载此事发生在晋成帝即位，皇太后庾文君執政時期。